# 戈拉滕

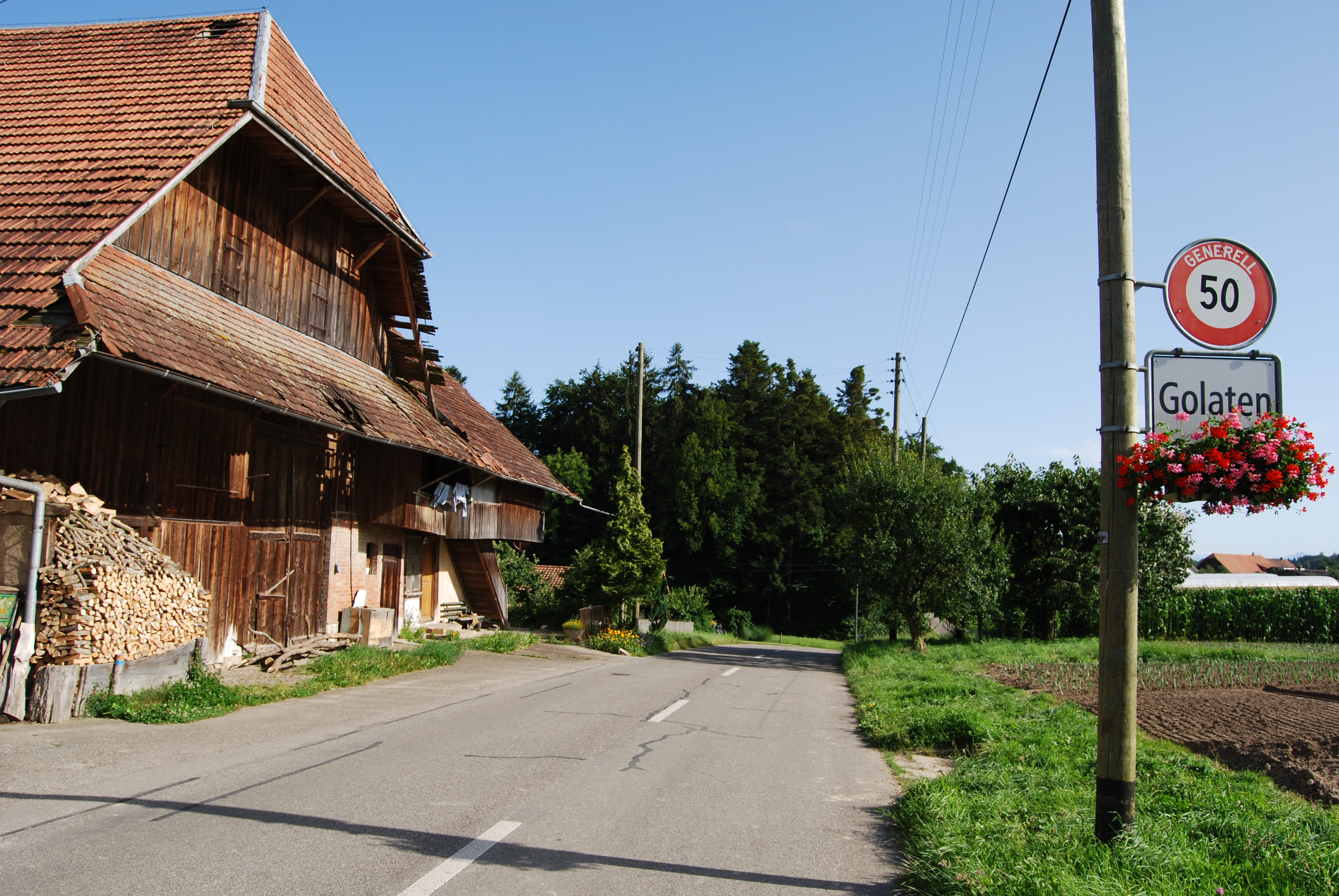

戈拉滕是瑞士的城鎮，位於該國中西部，由伯恩州負責管轄，面積2.8平方公里，海拔高度519米，2011年人口290，八成人口信奉基督教，人口密度每平方公里104人。